# Choroby społeczne
Choroby społeczne – różnego typu schorzenia przewlekłe, szeroko rozpowszechnione w społeczności. Występujące u ponad 10% społeczeństwa. Ograniczają możliwość wykonywania podstawowych zadań życiowych np. pracy. Wymagają długiej regularnej opieki lekarskiej, są trudno wyleczalne, stanowią problem dla całego społeczeństwa. Dzięki zaliczeniu ich do tej grupy chorób, łatwiejsze jest rozpoznawanie ich i szybki dostęp do leków. Najczęściej występującymi chorobami społecznymi są: nadciśnienie i cukrzyca.
Do chorób społecznych należą:
- nadciśnienie tętnicze
- miażdżyca
- alkoholizm
- nikotynizm
- zespół nabytego niedoboru odporności (AIDS)
- reumatyzm
- cukrzyca
- choroby weneryczne